# Cornaceae
Le Cornacee (Cornaceae Bercht. ex J. Presl, 1825) sono una famiglia di piante angiosperme dicotiledoni dell'ordine Cornales. 
Sono principalmente alberi o arbusti delle regioni temperate e subtropicali. Nelle aree tropicali colonizzano le aree montane.

## Tassonomia
Secondo la Classificazione APG IV (2016), la famiglia comprende 2 generi:
- Alangium Lam.
- Cornus L.

I generi Camptotheca, Davidia, Diplopanax, Mastixia e Nyssa, in precedenza inclusi in questo raggruppamento, sono stati spostati alla famiglia delle Nyssaceae.